# Полторак Вікторія Миколаївна
Вікторія Миколаївна Полторак (нар. 18 листопада 1980, Верхньозейськ, Зейський район, Амурська область, РРФСР, СРСР ) — російська актриса театру і кіно.

## Походження та навчання
Вікторія Полторак народилася 1980 року у далекосхідному селищі Верхньозейську Амурської області). Є свідчення, що вона народилась 1 січня або 18 листопада. У дитинстві активно займалася спортом, виступала в різних конкурсах і змаганнях, відвідувала театральні гуртки, читала зі сцени вірші, ходила в тренажерний зал, вчилася малювати. У 1994 році за наполяганням матері вступила до Школи моделей. З часом отримала пропозицію працювати у Москві від журналу «Бурда Моден», але вирішила залишитись вдома заради вищої освіти.
У 2002 році закінчила акторське відділення факультету культури і мистецтва Ульяновського державного університету.

## Творчість
У 2002—2004 роках вона служила в Ульяновському обласному драматичному театрі. Була задіяна в постановках «Міра за міру» Шекспіра і «За двома зайцями» Старицького.
Одночасно займалася в спортивному клубі, була інструктором з фітнесу.
У 2004 році вона переїхала до Москви, де почала навчатись у майстерні Юрія Калмикова ГІТІСу. Під час навчання заграла у дипломних спектаклях: Ніса — «Дурочка», Лопе де Вега; Поллі і Дженні Маліни — «Тригрошова опера», Б. Брехта.
У кіно Вікторія Полторак дебютувала в 2006 році — зіграла кілька невеликих ролей в серіалах. Першою серйозною роботою стали зйомки в картині «Молоді і злі», де вона зіграла одну з головних ролей — Вероніку Грекову, бійця спецпідрозділу «Омега». Наступна картина — комедійний серіал «Тридцятирічні» також принесла популярність за роль легковажної красуні Даші Іконникової. Потім були головні ролі медсестри в багатосерійному фільмі «Тільки повернися!» і стриптизерки Каті Забеліной в ситкомі «Шпильки» (зіграла у всіх сезонах).
У 2017 році актриса втілила на екрані образ знаменитої мексиканської художниці Фріди Кало в біографічному серіалі «Троцький».
|  | «Особисто у мене є стрижень. Якщо я сказала, що щось зроблю - я зроблю! Знаю свої недоліки і свої слабкі місця, і намагаюся здаватися краще, ніж є. І ніколи не беруся за справу, яку мені не під силу», - так охарактеризовала себе Вікторія Полторак. |

### Ролі в театрі
Дипломні вистави
- Ніса — «Дурочка», Лопе де Вега;
- Поллі і Дженні Малини — «Тригрошова опера», Бертольд Брехт;

Ульяновський драматичний театр
- «Міра за міру», Вільям Шекспір;
- «За двома зайцями», Михайло Старицький.

### Ролі в кіно
- 2006 — Молоді і злі — Вероніка Грекова, боєць спецпідрозділу «Омега» (головна роль)
- 2006—2007 — Проклятий рай — Гаяне
- 2006 — Хто в домі господар? — Свєта, домогосподарка-активістка (у 86-й серії)
- 2007 — Тридцятирічні — Даша Іконнікова (головна роль)
- 2007 — Морозов — Марта
- 2008 — Трюкачі — Аліна
- 2008 — Тільки повернися! — Юля Рязанцева, медсестра дитячої поліклініки (головна роль)
- 2008 — Одного разу в провінції — Харсі
- 2008 — Брати-детективи — Руфіна
- 2009 — Я буду жити! — Яна
- 2009 — Шпильки — Катя Забєліна, стриптизерка (головна роль)
- 2009 — Шпильки-2 — Катя, стриптизерка (головна роль)
- 2009 — Таємна варта. Смертельні ігри — Альона Одинцова
- 2009 — Російський дубль — Вікторія Кремнєва
- 2009 — Викрадення Богині — Яна, директорка гастрольної групи цирку
- 2009 — Петля — Олена
- 2009 — Люди Шпака — Анастасія
- 2010 — Шпильки-3 — Катя, стриптизерка (головна роль)
- 2010 — Охоронець-3 — Нателла
- 2010 — Сищик Самоваров — Зоя, подруга Насті
- 2010 — Маніпулятор (не був завершений) — епізод
- 2011 — Фізика чи хімія — Ірина Сергіївна Некрасова, учителька (головна роль)
- 2011 — Остання справа Казанови — Інга (головна роль)
- 2011 — Татусі — продавець у бутіку
- 2011 — Справа була на Кубані — Анжела Степура, директор ресторану «Козацьке коло»
- 2012—2013 — Нерівний шлюб — Інна, яка управляє клубом Сулеймана
- 2012 — Роза прощальних вітрів — Марина, коханка Миколи
- 2012 — Продається кішка — Катерина Лукіна (головна роль)
- 2012 — Самотній вовк — Віра Волгіна («Волга»)
- 2013 — Спецзагін «Шторм» — Анна Риженко («Гроза»), снайпер групи (головна роль)
- 2013 — Кур'єрський особливої важливості — Діана Юріївна Холодова (головна роль)
- 2014 — Приватний детектив Тетяна Іванова — Марія Павлівна Кондратьєва, слідчий
- 2014 — Таємне місто — Тапіра
- 2014 — Таємне місто-2 — Тапіра
- 2014 — Інший майор Соколов — старший лейтенант Олена Сухова, слідча юстиції
- 2014 — Бути собою (не був завершений)
- 2015 — Лондонград. Знай наших! — Динара Хайрутдінова
- 2015 — Заборонене кохання — Оксана (головна роль)
- 2016 — Товариші мужики — Лера, господиня салону краси
- 2016 — Козаки — Тоня
- 2016 — П'ята стража
- 2016 — Відігрій моє серце — Віка Макеєва (головна роль)
- 2016 — Світлофор — Лера, господиня салону краси
- 2017 — Останній мент — Ірина Томашова
- 2017 — Втікач — Наташа
- 2017 — Троцький — Фріда Кало
- 2017 — Небезпечні зв'язки — Олена (головна роль)
- 2017 — Версія — Наталя Борха, старший лейтенант (головна роль)
- 2018 — Дівчата не здаються — Дарина
- 2018 — Нова людина — Христина
- 2018 — Ми все одно будемо разом — Анжеліка Коренєва, мачуха Вані
- 2019 — У неділю зранку зілля копала — Рада (головна роль)
- 2021 — «Врятувати Віру» — Маргарита

## Родина
- перший чоловік (одруження в Ульяновську у 1999 році);
- другий чоловік Костянтин (разом приїхали до Москви з Ульяновська);
  - донька Валерія (нар. 2002);
- третій чоловік — Максим Дрозд (нар. 1968), актор — разом жили у 2009—2014 роках;
  - донька Софі (нар. 2010);
- четвертий чоловік Віктор (познайомились наприкінці 2016 року)

|  | «...я щиро вважаю, що на 70% людей утримує разом секс, - вважає Вікторія Полторак. - Якщо партнери сходяться в сексі, вони всі конфлікти зможуть вирішити в ліжку, а це дуже важливо. Якщо ж вони не розуміють один одного в ліжку, то і в інших сферах навряд чи знайдуть спільну мову. Звичайно, у всіх рецепти сімейного щастя різні: для мене, наприклад, важливо, щоб мені не зраджували. Комусь все одно, зраджує чи ні, аби гроші додому приносив. Мій рецепт - бути вірними, ставитися один до одного з розумінням і поблажливістю. І, звичайно, любити і вміти переживати моменти, коли у твоєї половини депресія, поганий настрій або криза середнього віку». |